# Общественный порядок
Обще́ственный поря́док —  сложившаяся в обществе система отношений между людьми, правил взаимного поведения и общежития, регулируемых действующим законодательством, обычаями и традициями, а также нравственными нормами. Общественный порядок включает в себя правопорядок.
Общественный порядок представляет собой всю совокупную систему общественных отношений, которая складывается в результате реализации социальных норм: норм права, норм морали, норм общественных организаций, норм неправовых обычаев, традиций и ритуалов.
В 1683 и 1684 годах царевна Софья Алексеевна от имени малолетних царей Ивана V и Петра I издала указы о наведении общественного порядка в Москве.

## Охрана общественного порядка
Охраной общественного порядка занимаются органы внутренних дел и другие правоохранительные органы.
К охране общественного порядка привлекаются и другие структуры: таможня, органы государственной безопасности, пожарные, судебные исполнители, лесники, ведомственная охрана, вневедомственная охрана России и т. д., а в силу ч. 1 ст. 132 Конституции Российской Федерации, охрану общественного порядка осуществляют и органы местного самоуправления.

## Участие граждан и общественных организаций в обеспечении законности и правопорядка в современной России
В настоящее время на региональном уровне создаются нормативно-правовые акты регламентирующие деятельность граждан и общественных организаций в борьбе с правонарушениями. Так, в 2004 году в Приморском крае принимается закон «Об участии населения в охране общественного порядка на территории Приморского края», в 2007 году закон Ульяновской области «О добровольном участии граждан в охране общественного порядка на территории Ульяновской области», в 2009 году закон Архангельской области «Об участии граждан Российской Федерации в охране общественного порядка на территории Архангельской области», в том же году закон Чеченской Республики «О добровольных народных дружинах» и т.д.
Принятые в субъектах Российской Федерации нормативно-правовые акты дают гражданам и общественным организациям возможности: требовать от граждан соблюдения общественного порядка и прекращения правонарушений; оказывать содействие органам государственной власти и правоохранительным органам; участвовать в охране общественного порядка; сопровождать в медицинские учреждения либо дежурные части органов внутренних дел лиц, находящихся в общественных местах в состоянии опьянения, либо лиц, совершивших правонарушения; беспрепятственно входить в общественные помещения для преследования лиц, подозреваемых в совершении правонарушений; осуществлять контроль за выполнением водителями транспортных средств и пешеходами правил дорожного движения; использовать при необходимости специальные средства; проявлять инициативу в профилактической работе и борьбе с правонарушениями.